# Dawid Neufeld
Dawid Neufeld (ur. w 1814, zm. 1874) – polski dziennikarz żydowskiego pochodzenia, zesłaniec syberyjski.

## Życiorys
Dawid Neufeld urodził się w 1814 roku w Praszce, pochodził z rodziny żydowskiej. Po powstaniu listopadowym został nauczycielem w szkole Bursztyńskiego, która była pierwszą w Częstochowie publiczną placówką dla Żydów. Od 1851 roku kierował szkołą średnią z internatem dla młodzieży żydowskiej z Częstochowy i innych miast Polski (m.in. Łodzi, Płocka).
W 1860 roku wyjechał do Warszawy, gdzie na zaproszenie Samuela Orgelbranda rozpoczął pracę w zespole redagującym jego „Encyklopedię”. Z pomocą wydawcy od lipca kolejnego roku rozpoczął także wydawanie patriotycznego czasopisma żydowskiego „Jutrzenka”, wzywającego ludność żydowską do współpracy z Polakami w walce o niepodległość i propagującego asymilację Żydów.
Po brutalnych represjach wobec Częstochowy, będących reakcją na patriotyczną demonstrację polsko-żydowską z 8 września 1862 roku, Neufeld wystąpił z ostrą krytyką pod adresem carskiej władzy. Za swoją postawę został aresztowany, a jego gimnazjum zostało zlikwidowane. Ponownie został aresztowany 23 października 1863 roku i zesłany na Syberię. Po powrocie z zesłania prowadził księgarnię w Piotrkowie Trybunalskim. Zmarł w 1874 roku.